# Tindirma
Tindirma – miejscowość i gmina w środkowym Mali, w regionie Timbuktu, nad rzeką Niger. W 1998 roku gmina liczyła 3419 mieszkańców.